# Andreas Hoffjan
Andreas Hoffjan (* 17. August 1967 in Borken) ist ein deutscher Ökonom.

## Leben
Andreas Hoffjan studierte Mathematik und Betriebswirtschaftslehre an der Westfälischen Wilhelms-Universität Münster. Von 1992 bis 1999 war er Wissenschaftlicher Mitarbeiter und Wissenschaftlicher Assistent an der Heinrich-Heine-Universität Düsseldorf. 1997 wurde er in Düsseldorf mit einer Arbeit über die Entwicklung einer verhaltensorientierten Controlling-Konzeption für die Arbeitsverwaltung zum Dr. rer. pol. promoviert, für die er als beste Dissertation der Wirtschaftswissenschaftlichen Fakultät der Heinrich-Heine-Universität Düsseldorf und mit dem „Hessischen Innovationspreis Haushaltsreform“ ausgezeichnet wurde. Von 1999 bis 2005 war er Wissenschaftlicher Assistent in Münster und habilitierte sich 2005 mit einer Schrift über die Risikorechnung bei industrieller Auftragsfertigung und erwarb die venia legendi für das Fach Betriebswirtschaftslehre.
Hoffjan war als Lehrbeauftragter und Dozent an der Verwaltungs- und Wirtschafts-Akademie Essen, an den Fachhochschulen für öffentliche Verwaltung in Brandenburg und Nordrhein-Westfalen sowie im Rahmen des Studiengang Public Health an der Heinrich-Heine-Universität Düsseldorf tätig. Er war zudem 
Gastdozent (Visiting Lecturer) an der Peking-Universität (Beida) (1997) und am Center for International Education and Research an der University of Illinois at Urbana-Champaign (2001/2002) sowie Assistent Professor an der Asper School of Business, University of Manitoba in Winnipeg, Kanada (2002/2003). 2005/2006 war er Assiocate Professor an der HEC Paris.
Zum 1. Juli 2005 erhielt er einen Ruf auf den von der Deutschen Post Stiftung geförderten Lehrstuhl für Betriebswirtschaftslehre, insbesondere Controlling und Regulierungsökonomik, an der WHU – Otto Beisheim School of Management in Vallendar. Zum 1. April 2007 wechselte er auf den Lehrstuhl für Unternehmensrechnung und Controlling an die Technische Universität Dortmund. Vom 1. April 2015 bis 2021 war er Prodekan für Internationales an der Fakultät für Wirtschaftswissenschaften.

## Wirken
Die Forschungsgebiete von Andreas Hoffjan sind das Internationale Controlling, das interorganisationale Kostenmanagement und das Rechnungswesen öffentlicher Verwaltungen und entgeltregulierter Unternehmen. Er hat mehrere Bücher und mehr als 90 Beiträge in internationalen wissenschaftlichen Zeitschriften, Büchern und Fachzeitschriften publiziert.
Im August 2007 veröffentlichte er eine Studie zum Antidiskriminierungsgesetz im Auftrag der arbeitgebernahen INSM, die durch diese Bekämpfung der Diskriminierung Kosten in Höhe von 1,73 Milliarden Euro für die deutsche Wirtschaft im ersten Jahr schätzt.
Andreas Hoffjan ist seit 1988 Mitglied der katholischen Studentenverbindung K.D.St.V. Sauerlandia Münster im Cartellverband (CV). Er ist Mitglied des Auswahlausschusses der Friedrich-Naumann-Stiftung für die Freiheit bei der Vergabe neuer Stipendien.

## Schriften
- Entwicklung einer verhaltensorientierten Controlling-Konzeption für die Arbeitsverwaltung, Dt. Univ.-Verlag, 2. Auflage, Wiesbaden 1998, ISBN 3-8244-0337-4.
- Controlling in der öffentlichen Verwaltung. Grundlagen, Fallstudien, Lösungen, Schäffer-Poeschel, 2004, ISBN 3-7910-2203-2.
- Risikorechnung bei industrieller Auftragsfertigung. Theoretische Konzeption und Anwendung für die Bauwirtschaft, Lang, Frankfurt am Main 2006, ISBN 3-631-54462-6.
- Internationales Controlling. Steuerung von Auslandsgesellschaften, Wiley-VCH-Verlag, Weinheim 2007, ISBN 3-527-50290-4, zusammen mit Jürgen Weber.